# أرتور دايفس
أرتور جينستر دايفس (بالإنجليزية: Artur Davis)‏ (ولد في 9 أكتوبر 1967) هو محام وسياسي أمريكي. كان دايفس عضوًا ديمقراطيًا في مجلس النواب الأمريكي عن الدائرة المؤتمرية السابعة لألاباما من عام 2003 إلى 2011. كان مُرشحًا أيضًا في لائحة الحزب الديمقراطي لمنصب حاكم ألاباما في انتخابات عام 2010. بعد خسارته في الانتخابات الأولية، انتقل إلى فرجينيا وانضم إلى الحزب الجمهوري. هُزم في محاولته ليُنتخب عمدةً لمونتغمري، ألاباما في انتخابات عام 2015.
كان دايفس من الداعمين الأوائل لترشح أوباما للرئاسة عام 2008، وأحد الرؤساء المشاركين الوطنيين في حملة أوباما عام 2008. عُرف بمهاراته الخطابية، قدم دايفس أحد خطابات ترشيح أوباما في المؤتمر الوطني للحزب الديمقراطي عام 2008. أثناء عمله في لجنة الطرق والوسائل في مجلس النواب الأمريكي، كان دايفس أول عضو كونغرس أمريكي أفريقي يدعو إلى تخلي رئيس الهيئة تشارلز بي. رانغيل عن رئاسة لجنة الضرائب إثر تهم أخلاقية ضد رانغيل. في عام 2009 و2010 كان دايفس، بتصويته ضد قانون حماية المريض والرعاية المُيّسرة، العضو الوحيد من التكتل الأسود التابع للكونغرس يقوم بذلك.
في عام 2009، سعى دايفس ليصبح أول حاكم أمريكي أفريقي لألاباما. في محاولة لاستمالة أصوات شرائح أوسع من الناخبين، خسر دعم الناخبين السود كونه عارض الإصلاح الخاص بالرعاية الصحية الوطنية وفشل في الوفاء لمجموعات سياسية سوداء. خسر في الانتخابات الأولية للحزب الديمقراطي أمام مفوض وزارة الزراعة رون سباركس، وهو ديمقراطي أكثر ليبرالية.
بعدها بوقت قصير، أعلن دايفس أنه لن يترشح لانتخابات مجلس النواب مرة أخرى عام 2010، بل سيعود إلى ممارسة الحقوق. انتقل بعدها إلى فرجينيا وانضم إلى الحزب الجمهوري. بتخرجه مع مرتبة شرف في تسعينيات القرن العشرين من جامعة هارفرد، أصبح دايفس في عام 2012 زميلًا زائرًا في معهد هارفارد للسياسة. بدأ أيضًا بكتابة عمود صحفي في دورية ناشيونال ريفيو المحافظة. فكر بالترشح إلى الكونغرس كجمهوري في انتخابات المجلس لعام 2014 في فيرجينيا لكنه لم يفعل ذلك. باعتباره أحد سكان فرجينيا من عام 2011 حتى 2014، ألقى دايفس كلمة في المؤتمر الوطني للحزب الجمهوري لعام 2012 دعمًا للمرشح الجمهوري للرئاسة، ميت رومني. هُزم في محاولتيه ليُنتخب عمدة لمونتغمري، ألاباما في انتخابات عمداء المدن عامي 2015 و2019.

## مجلس النواب الأمريكي

### الانتخابات

#### 2000
ترشح دايفس إلى مجلس النواب في الانتخابات الأولية للحزب الديمقراطي أمام النائب الذي شغل المنصب لعشر سنوات والناشط السابق في مجال الحقوق المدنية، إيرل إف. هيليارد. انتقد هيليارد لذهابه في رحلة إلى ليبيا عام 1997 رغم العقوبات الأمريكية. خسر دايفس الانتخابات الأولية لعام 2000 بنسبة 34% - 58%.

#### 2002
ترشح دايفس مرة أخرى عام 2002. جذبت المنافسة الاهتمام الوطني لأن كلا المرشحين جعل من الصراع الإسرائيلي الفلسطيني قضية، وجذب كلاهما الدعم والمال من خارج ألاباما – دايفس من أمريكيين يهود وداعمين لإسرائيل، هيليارد من أمريكيين عرب وداعمين للفلسطينيين. خلال الحملة، تساءل هيليارد فيما إذا كان دايفس «أسود كفاية» لتمثيل الدائرة. ربح دايفس بالكاد بالافتتاحية فتطلب الأمر جولة ثانية في يونيو. فاز بالجولة الثانية بسهولة، فتأكد له النصر في نوفمبر عن الدائرة الديمقراطية، وبدأ فترة ولايته في يناير 2003.

#### 2004
جرى تحدي دايفس في الانتخابات الأولية لعام 2004 من قِبل ألبرت ترنر جونيور، ابن قائد مسيرة «الأحد الدامي» التي بدأت من مدينة سلما. فاز دايفس بالانتخابات الأولية بنسبة 12% - 88%.

#### 2006
في الانتخابات الأولية للحزب الديمقراطي، هزم السياسي الجديد إيديسون والترز بنسبة 90% - 9%. فاز في الانتخابات العامة دون منافسة.

#### 2008
في الاجتماع العاشر بعد المئة للكونغرس الأمريكي، عُيّن دايفس إلى هيئة الطرق والوسائل. مكانة هذا التعيين، وصعوبة جمع تمويلات كبيرة، أدت إلى تأجيل خطط دايفس لتحدي السيناتور المحافظ جيف سيشنز عام 2008. في يناير 2007، قال دايفس أنه لازال مهتمًا بالترشح على بطاقة مستوى الولاية عام 2010، إما كمحافظ، أو لمجلس الشيوخ إذا أُحيل ريتشارد شيلبي إلى التقاعد.
في عام 2007 أصبح أول عضو كونغرس من خارج إيلينوي يؤيد السيناتور باراك أوباما للرئاسة عام 2008. في المؤتمر الوطني للحزب الديمقراطي لعام 2008، ألقى دايفس خطابًا مؤيدًا يضع اسم أوباما رسميًا في الترشيح. كان دايفس أيضًا أحد الرؤساء المشاركين الوطنيين في حملة أوباما.
ظهر اسم دايفس في التخمينات الإعلامية كمدعي عام محتمل في تشكيلة أوباما لمجلس الوزراء. على أي حال، اقتُبس عن دايفس في برمنغهام نيوز قوله إنه لم يترقب هكذا عرض، وسيرفضه إذا قُدم.

## مناصب
- في انتخابات مجلس النواب الأمريكي 2002 [الإنجليزية]‏، انتخب عضو مجلس النواب الأمريكي عن دائرة Alabama's 7th congressional district [الإنجليزية]‏ وقد انضم خلال فترته النيابية [الإنجليزية]‏ (7 يناير 2003 – 3 يناير 2005) للكتلة البرلمانية الحزب الديمقراطي.
- في انتخابات مجلس النواب الأمريكي 2004 [الإنجليزية]‏، انتخب عضو مجلس النواب الأمريكي عن دائرة Alabama's 7th congressional district [الإنجليزية]‏ وقد انضم خلال فترته النيابية [الإنجليزية]‏ (4 يناير 2005 – 3 يناير 2007) للكتلة البرلمانية الحزب الديمقراطي.
- في انتخابات مجلس النواب الأمريكي 2006 [الإنجليزية]‏، انتخب عضو مجلس النواب الأمريكي عن دائرة Alabama's 7th congressional district [الإنجليزية]‏ وقد انضم خلال فترته النيابية [الإنجليزية]‏ (4 يناير 2007 – 3 يناير 2009) للكتلة البرلمانية الحزب الديمقراطي.
- في انتخابات مجلس النواب الأمريكي 2008 [الإنجليزية]‏، انتخب عضو مجلس النواب الأمريكي عن دائرة Alabama's 7th congressional district [الإنجليزية]‏ وقد انضم خلال فترته النيابية [الإنجليزية]‏ (6 يناير 2009 – 3 يناير 2011) للكتلة البرلمانية الحزب الديمقراطي.
- انتخب وكيل وزارة العدل الأميركية (1994 – 1998).
- انتخب عضو مجلس النواب الأمريكي عن دائرة Alabama's 7th congressional district [الإنجليزية]‏ (3 يناير 2003 – 3 يناير 2011).